# Viscondado de Cabrera

Escudo de armas de Bernardo IV, vizconde de Cabrera. (rei)

O Viscondado de Cabrera é composto por uma linhagem medieval com origem no Principado da Catalunha que originalmente eram provenientes do Castelo de Cabrera.
Devido às sucessivas alianças matrimoniais com as mais poderosas famílias da Galiza como foi o caso da Casa de Trava, em Castela da Casa de Lara, na Biscaia da Casa de Haro) e de Aragão (neste caso os próprios reis de Aragão) foram expandindo os seus domínios e acrescentando o seu poder político, tendo alcançado o auge do seu poderio e riqueza por volta do Século XIII.

## Lugar de origem
As ruínas o Castelo de Cabrera, que perdurou até aos finais do século XIX estão situadas nas proximidades da actual povoação de Santa Maria de Corcó, que antigamente se denominava o Esquirol, e cujo escudo de armas ainda ostenta a cabra característica do Brasão de Armas da Família Cabrera.
Esta região de Collsacabra ou Cabrerès, é uma subcomarca de Osona, e está delimitada pelas terras de Vic, a Oeste; a Serra de Cabrera, a Norte; O La Vall d'en Bas os Les Planes d'Hostoles, a Este; os pântanos de Vilanova de Sau e a Serra de las Guillerías, a Sul. Localiza-se nas terras altas em que a economia é denominada por uma agricultura de ganadarias. Esta região é atravessada pelo rio Ser e pelo rio Fluvia. Tem uma área de cerca de 142 km² e uma altura media de cerca de 1100 metros.

## Os domínios dos Cabrera
O primeiro senhor documentado do Castelo foi Gausfredo de Cabrera no ano de 1002, logo seguido do seu filho Guerau I de Cabrera que casou com Ermessenda de Montsoriu, filha do visconde de Gerona, Amat de Montsoriu. Os filhos destes, Ponce I de Cabrera, Unificou o viscondado de Gerona com o senhorio de Cabrera debaixo do título de Visconde de Cabrera.
Em ano de 1335 o Viscondado de Bas passou por herança à família Cabrera, que passaram assim a incorporar nos seus domínios La Vall d'en Bas, Riudaura, a Garrotxa. O condado de Osona, que compreendia a Planície de Vic, foi doado pelo rei Pedro IV de Aragão a Bernardo III de Cabrera.
Foi também incorporado o condado de Muòrica, o viscondado de Àger e o condado de Urgel, sendo que este último foi herdado de Aurembiaix, condessa de Urgel, no ano de 1231, logo dado aos condes de Barcelona em 1314.